# Olimpiada Matemática Española
La Olimpíada Matemática Española es la delegación de la Olimpíada Matemática Internacional en España.
Está organizada por la Real Sociedad Matemática Española.
De acuerdo con el reglamento de la Olimpiada Internacional de Matemática, estas competiciones se realizan entre estudiantes jóvenes preuniversitarios, con el objetivo principal de promover el estudio de la matemática y el desarrollo de talentos jóvenes.

## Fases de la OME
El concurso se compone de tres fases con un creciente nivel de dificultad:

### Fase de distrito
- Final del primer trimestre en cada distrito universitario.
- Consta de dos pruebas escritas en las que deben resolverse seis problemas en seis horas.
- Los participantes son estudiantes de enseñanzas medias menores de 19 años que voluntariamente se presentan sin requisitos previos.
- Los tres alumnos de mejor puntuación, aunque el número puede variar entre distritos, pueden acceder a la siguiente fase.[1]

### Fase nacional
- Suele celebrase a finales de marzo.
- Consta de dos pruebas escritas de tres horas y media de duración cada una.
- En estas pruebas los participantes deben enfrentarse a seis problemas propuestos por un tribunal.
- Los seis mejores clasificados en esta fase pueden participar en la fase Internacional (Olimpiada Internacional de Matemática); entre ellos, cuatro podrán participar en la Olimpiada Iberoamericana.

### Fase internacional
- Suele celebrase a mediados de julio.
- Consta de dos pruebas escritas de cuatro horas y media de duración cada una.
- En estas pruebas los participantes deben resolver un total de seis problemas propuestos por un tribunal.

Los problemas de cada fase no requiere conocimientos especiales de Matemática, sino que requieren de creatividad para solucionar nuevas situaciones.

## Ediciones OME
- Edición 61 - Año 2025 - Gijón (Asturias). Tuvo lugar del 27 al 30 de marzo de 2025.
- Edición 60 - Año 2024 - Calatayud (Zaragoza). Tuvo lugar del 14 al 17 de marzo de 2024.
- Edición 59 - Año 2023 - León. Tuvo lugar del 9 al 12 de marzo de 2023.
- Edición 58 - Año 2022 - La Rábida (Huelva). Tuvo lugar del 31 de marzo al 3 de abril de 2022.
- Edición 57 - Año 2021 - Debido a la pandemia de COVID-19 se celebró telemáticamente el 7 y 8 de mayo de 2021.
- Edición 56 - Año 2020 - Debido a la pandemia de COVID-19 se celebró telemáticamente el 14 y 15 de julio de 2020.
- Edición 55 - Año 2019 - Ourense. Tuvo lugar del 21 al 24 de marzo de 2019.[2]
- Edición 54 - Año 2018 - Jaén. Tuvo lugar del 15 al 18 de marzo.
- Edición 53 - Año 2017 - Alcalá de Henares  . Tuvo lugar del 23 al 25 de marzo.
- Edición 52 - Año 2016 - Barcelona. Tuvo lugar del 31 de marzo al 1 de abril de 2016.
- Edición 50 - Año 2014 - Requena. Tuvo lugar del 27 al 30 de marzo de 2014.
- Edición 48 - Año 2012 - Santander. Tuvo lugar del 22 al 25 de marzo de 2012.
- Edición 47 - Año 2011 - Pamplona. Tuvo lugar del 24 al 27 de marzo de 2011.[3]
- Edición 46 - Año 2010 - Valladolid. Tuvo lugar del 25 al 28 de marzo de 2010.
- Edición 45 - Año 2009 - Gerona
- Edición 44 - Año 2008 - Valencia
- Edición  43 - Año 2007 - Torrelodones (Madrid)
- Edición  40 - Año 2004 - Ciudad Real[4]

- Edición 38 - Año 2002 - Logroño  Tuvo lugar del 4 al 7 de abril de 2002.
- Edición 37 - Año 2001 - Murcia . Tuvo lugar del 22 al 25 de marzo de 2001.